# Notoperata tenax
Notoperata tenax är en nattsländeart som beskrevs av Arturs Neboiss 1982. Notoperata tenax ingår i släktet Notoperata och familjen långhornssländor. Inga underarter finns listade i Catalogue of Life.